# Тефе (река)
Тефе́ (порт. Rio Tefé) — река в Бразилии, правый приток Амазонки. Длина 450 км.
Река имеет тёмный окрас воды, что характерно для рек, протекающих в местности с густой древесной растительностью, какой и является Тефе.

## Течение

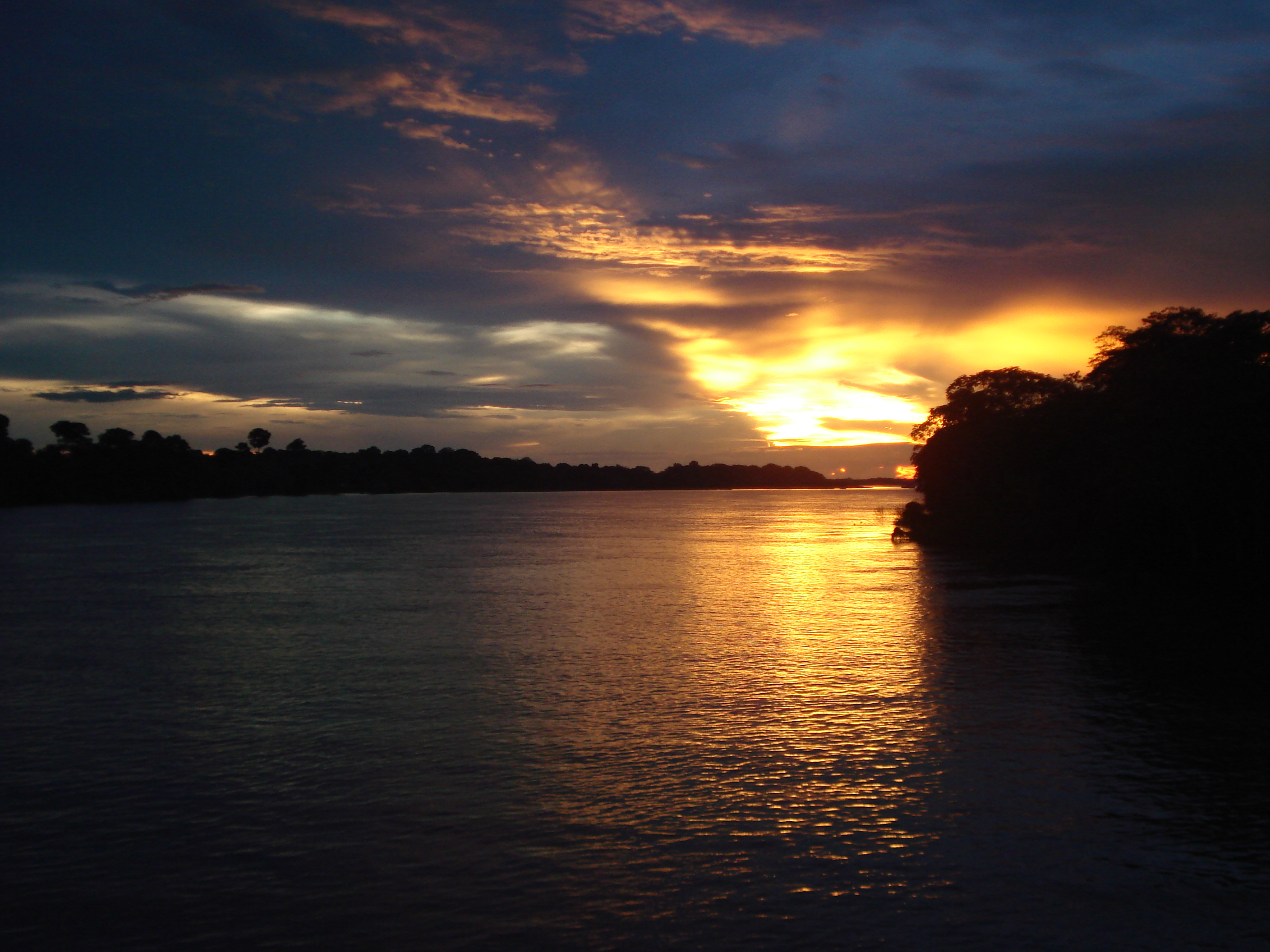

Тефе берёт начало на юге муниципалитета Карауари, в долине реки Журуа. В среднем течении протекает через муниципалитет Боа Виста. Перед устье протекает через озеро Тефе (порт. lago Tefé), площадью 145 км², 27 км длиной и 8 км шириной. Впадает в реку Солимойнс (название реки Амазонки в её верхнем течении) в городе Тефе (население 64 703 человек в 2008 году).
Река протекает по ненаселённой местности.

## Бассейн
- Тефе
  - Репартименто — (?)
  - Тапауа — (пр.)
  - Куримата-ди-Байшу — (лв.)
  - Бауана — (лв.)